# 仙台市立北六番丁小学校
仙台市立北六番丁小学校（せんだいしりつ きたろくばんちょうしょうがっこう）は、宮城県仙台市青葉区にある公立小学校である。2021年の児童数は354人、15学級、教職員25人。

## 概要
仙台市青葉区の旧市街地北部にある宮町地区に北六番丁小学校がある。学区内には仙台東照宮がある。学校は石巻街道沿いにある。

## 沿革
- 1938年（昭和13年）4月1日 - 仙台市立北六番丁尋常小学校として開校
- 1941年（昭和16年）4月1日 - 北六番丁国民学校に改称
- 1947年（昭和22年）4月1日 - 仙台市立北六番丁小学校に改称
- 1954年（昭和29年）4月1日 - 仙台市立小松島小学校が分離開校
- 1959年（昭和34年）4月1日 - 仙台市立台原小学校が分離開校

## 学区
- 梅田町、上杉4丁目の一部、6丁目の一部、東照宮1丁目の大部分、中江、福沢町の大部分、宮町3丁目の一部、4丁目、5丁目[2]

## 卒業後
- 五城中学校や上杉山中学校に進学する。